# Gottfrid Frösell
Gottfrid Leonard Frösell, född den 13 oktober 1864 i Tryserums församling, Kalmar län, död den 23 augusti 1907 i Karlstad, var en svensk tidningsman. Han var gift med Amanda Frösell.
Frösell var medarbetare i Östgöten 1884–1885 och i Järnbäraland 1887–1889. Han var redaktör och ansvarig utgivare av Absolutisten 1889, redaktör av Hudiksvalls Allehanda 1889–1890, redaktör och ansvarig utgivare av Norrlänningen 1890–1891 och av Sundsvalls Nyheter 1891–1892. Frösell var medarberare i Nordsvenska Dagbladet 1892–1894, i Sundsvalls Tidning 1893–1895 och i Nya Norrlänningen 1898. Han var redaktör av Sundsvalls Dagblad 1898–1900, andre redaktör av Arbetet 1900–1902, redaktör och ansvarig utgivare av Smålands Folkblad 1902–1905 och av Värmlands Folkblad 1907.